# 连裤袜

半透明的黑色连裤袜

褲襪又稱袜裤、紧身襪、丝袜裤、裤袜、五骨袜，是紧包从腰部到脚部躯体的服装，目前多数连裤袜乃設計供为女性所穿着，部份为男性穿着。同长袜一样，質料很多，有尼龍、棉質、羊毛混紡等。连裤袜出现在60年代并成为长袜的另一种可选下身服裝形式。設計供女性穿著的連褲襪一般有被定位成用以展現女性雙腳線條秀麗感，而这是男性少有的。
「连裤袜」名词出现在美国，意为短裤与長襪的组合（pantyhose=panty + hose），通常里面不再穿其他内衣。在歐陸它称為「紧身襪」（tights），无论薄厚。在美国，tights也用來表示厚而不透明的连裤袜相似衣物，通常为女学生、女性、舞者（多为女性，少数为男性）和运动员（多为女性，少数为男性）所穿着。

## 历史
连裤袜的历史，就像长袜一样，与女性下装样式的变化息息相关。在1920年代以前，人们普遍认为妇女在公共场合遮盖双腿，包括脚踝。在1920年代，女性时髦的短裙开始兴起，长袜也开始流行以保持腿部覆盖并提供一定程度的保暖。1953年，Glen Raven针织厂的 Allen Gant，Sr. 开发了现代的连裤袜，他将它命名为“ Panti-Legs”，但它直到1959年左右才把产品投入市场。而其它牌子一早在二戰前便進入市場。
歷史上连裤袜是为男人设计，而且最初是男性专用。早在16世纪彩色裤袜就已经在欧洲宫廷及上流社会蔚然成风，当时男人穿丝袜是为了提高他们的运动表现：消除疲劳，缓解腿部肌肉疼痛；如果他们整日端坐，穿裤袜还能促进血液循环；另外，裤袜的压缩有助于消除肿胀，降低血液循环问题带来的危险。二十世纪一战后摩登时代来到，由于服装以及潮流的演变，连裤袜逐渐被女性所接受并喜歡。現今多為女性用，少部分男性穿着。

## 穿裤袜的优点
穿着连裤袜有很多理由，比如：

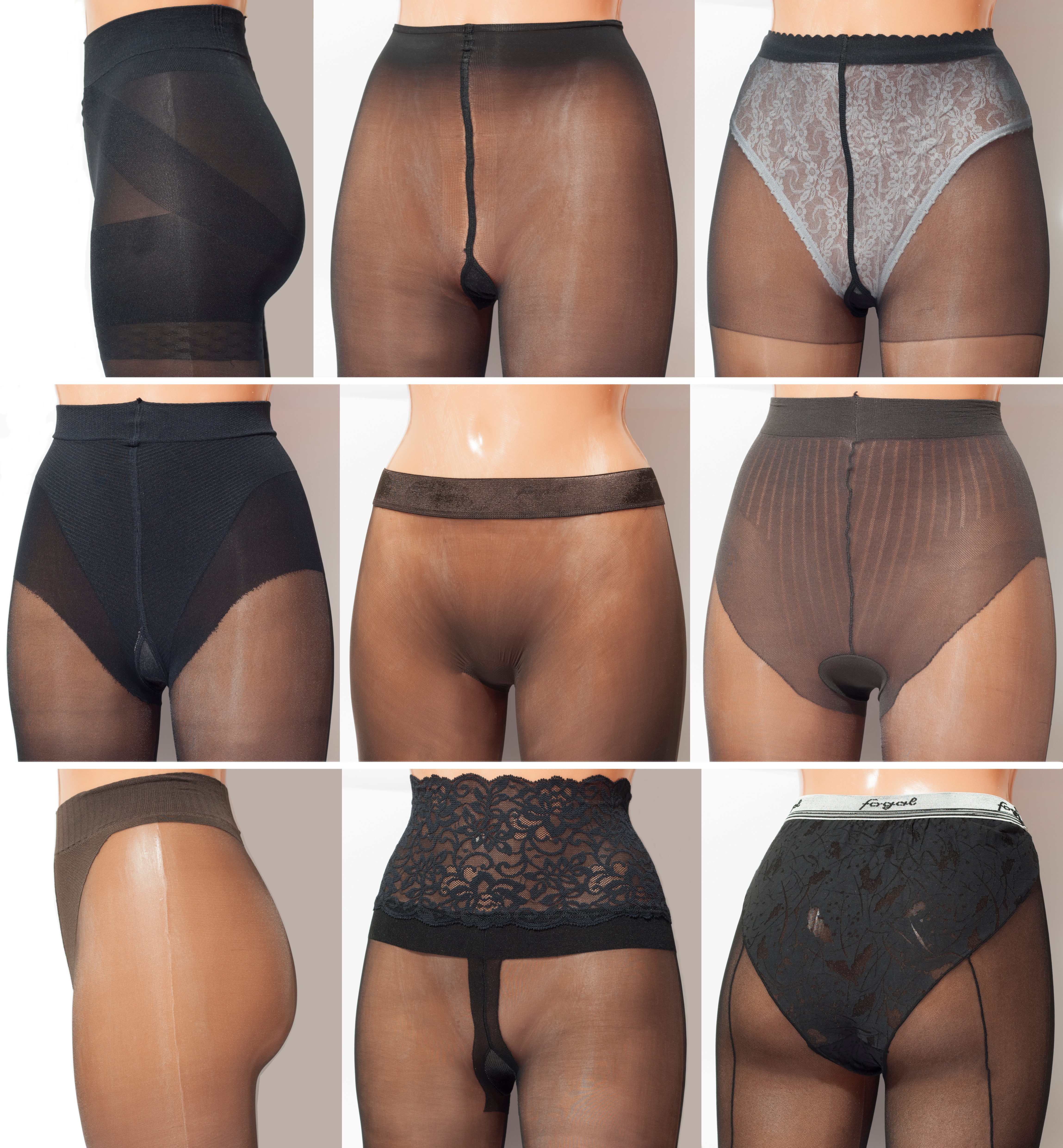
褲襪有各種不同款式的褲頭。

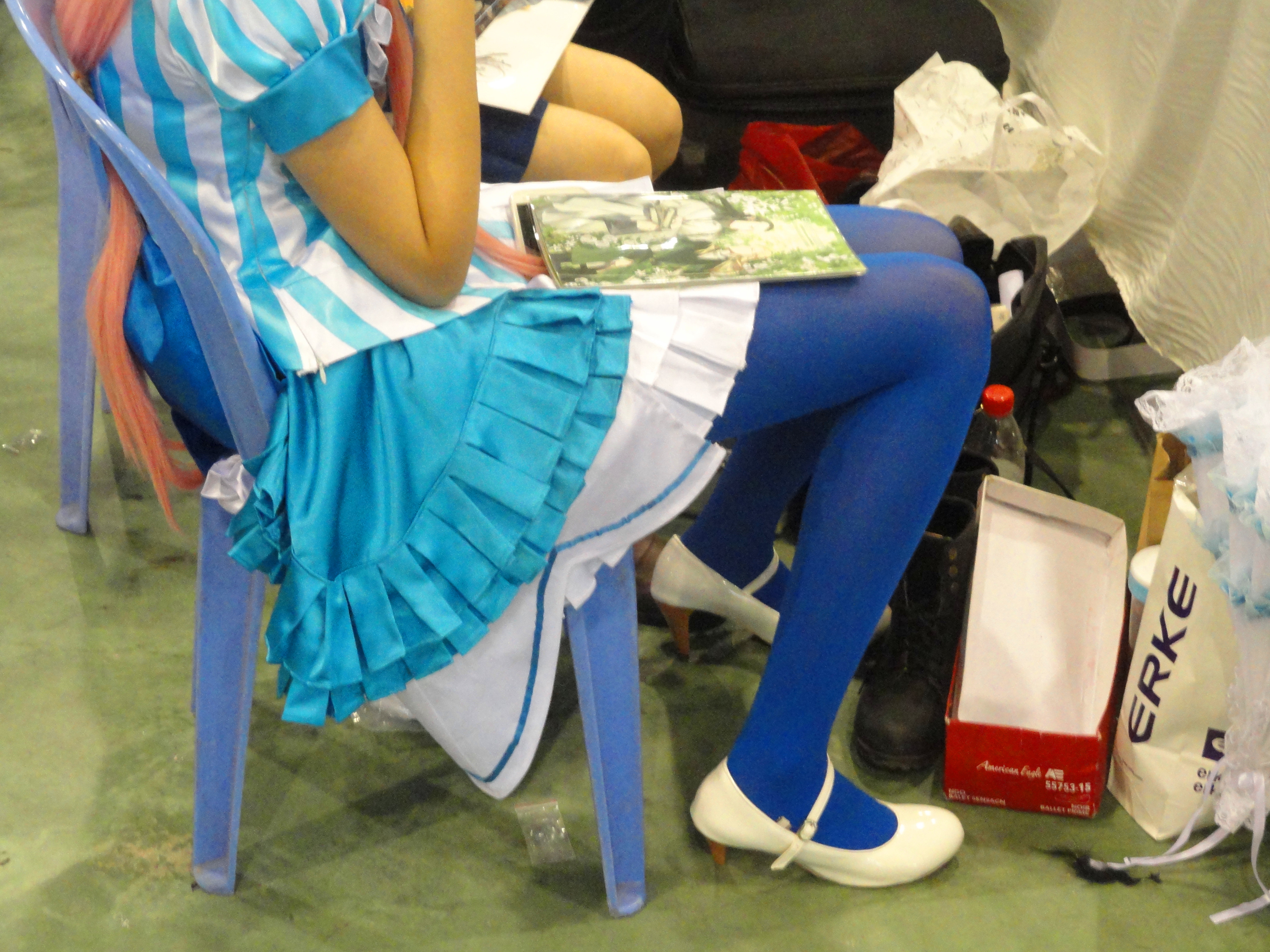
连裤袜也经常出现在各种ACG作品以及Cosplay形象创作中

- 透明薄连裤袜能够令腿變好看，使腿部看起来平滑光亮。
- 深色连裤袜能够塑造腿部的良好形态，使腿部看起来苗条。
- 棕色连裤袜能够给予晒黑的腿部一个很好的诠释：一双「即时晒黑」的腿。
- 禦寒。比起毛裤甚至是普通紧身裤，厚的连裤袜具有更高的保温效率。在寒冷的地方，把裤袜穿在裤子內能够保温。
- 在濕度較低的環境中穿著連褲襪可以減少腿部肌膚的水份蒸發，防止腿部肌膚乾燥。
- 加入萊卡或萊卡纖維的裤袜能通过压力来促进腿部血液循环。预防静脉曲张。
- 防止蚊叮、水母。
- 保護皮膚，防止皮膚與外界或衣服磨擦。
- 掩蓋腿毛和腿部皮膚缺點，如疤痕。
- 不透明的連褲襪可以防止裙底春讓女士可以安心穿上迷你裙。
- 防止腿抽筋
- 极大地减少照在腿上的阳光的强度，起到防护作用。
- 突顯腿部線條加上褲襪其它設計令自已變得性感,增加自信
- 在性交時引起雙方的性慾,令性行为更愉悦
- 男人可以穿來變裝

连裤袜是当今世界职业中被包含在某些服装标准，它们被视作一种专业的女性服装形式。虽然現今少女间流行直接裸露双腿，在需要穿着正装的公务场合，因為对（女性）外观的要求而減少皮膚外露，袜子仍然是需要的。一些学校对于制服要求（寒冷时）穿着指定（颜色）的袜子（有些是连裤袜或紧身裤，袜子）作为校服的一部分。女童在較涼的天氣亦會穿著以棉、羊毛、尼龍或棉毛混紡的連褲襪作保暖之用。近年来女性服装流行比较厚的黑色连裤袜。

## 缺點
- 不合身的連褲襪會隨腿部活動不斷收縮容易下滑。
- 容易與尖銳或粗糙物體接觸而勾絲。損耗較其它衣物高。
- 只有棉質褲襪可能不利于散热与排汗而滋生细菌等微生物。可能引发女性感染和尿臭[2]。現今的彈性褲襪多混用 spandex 及 nylon 或 Lycra 材質，不但改善棉質褲襪的缺點，甚至比未穿著時更加利於排汗及適度保濕，其原理類似於一些專用運動褲內層網狀結構，而上述人造纖維更是材料科學史上的一大革命性的進步。

## 构造
连裤袜一般有一个标准的结构：腰部顶部有很强的弹性，臀部和臀部的部分比腿部更厚。这个被称为衬料或覆盖生殖器的裆部(内裤区域)是一种更坚固的材料，有时是用多孔棉材料制成的。但是连裤袜的腿是用最薄的可用的织物做的，它的结构和穿着者的脚趾是贴合的。裆部，脚部等部分可以加强，以减少磨损勾丝。
大多数连裤袜都是由尼龙和氨纶混合而成，加绒的可能含有羊毛和棉，具有现代连裤袜的特点。尼龙织物容易撕破或发生梯状脱丝(“跑丝”）的现象。
连裤袜的构造也有变化，例如鱼网连裤袜。连裤袜可由其他材料组成，如丝绸、棉花、羊绒或羊毛。

## 種類
連褲襪有很多種風格，一般以丹尼尔（Denier）来标注厚度，也引申表示連褲襪的不透明度。在國際單位制中，丹尼爾一般以特克斯（Tex）取代。從1（極薄，近乎全透明，在市場上非常罕見）到20（標準厚度），再到30（半透明），甚至高到40、80、120 （不透明）。
連褲襪以多種顏色、花紋和面料發售，在商業場合沒有紋理，顏色常為肉色、黑色、棕色或灰色，休閒活動所穿的时尚款式則有更多顏色和花紋。

## 面料
由尼龙或氨纶製作的连裤袜保持着原有的弹力、塑形的属性。但尼龙这种材料比较容易断裂，刮蹭在锐利物体上而断裂的情况十分常見。而棉質和棉毛混紡的連褲襪則較具保暖功效。
时下流行的连裤袜有一种标准的制作构造。最上部（腰部）弹力很强。覆盖臀部的部分要比腿部厚（一些舞蹈用连裤袜除外）。裆底也是用较厚的材料，通常为棉制作，以令襠部保持通爽。腿部和脚部，一直到脚趾都用最薄的织法制作，在脚趾处结厚加以修补。

## 连裤袜和男士
連褲襪在當代一般被視為女士服飾。不过，包裹腿部的长袜也曾经是男士的流行服装（16世纪-18世纪的西方人）。男士连裤袜由Scot, L. Maddox所发明。当时，女士在公众场合遮盖住腿。然而传统被倒转，男性穿长裤而女性露出腿。在20世纪，连裤袜被女性大量采购。然而，近年来市场上出现了男士连裤袜（mantyhose），它们以保暖见长，改善血液循环，同时也提高观感和舒适度。因此现在世界各地许多原本专门从事女性相关服装或贴身衣物的制造商与零售商也开始跨足不断扩张的男性市场以在这一潜在市场中获取利益。
目前，连裤袜在观念较开放的地区已可以作为无性别标志性的服装进行穿着。男士穿着连裤袜并非反常之事。但是，在观念较保守的地区，男士穿着连裤袜仍被视为一种怪异的行为，并且有时候甚至被看作是异装癖的表现。由于连裤袜具有前述优点，有一些男生已经将连裤袜视为一种无性别标志性的服装并在日常生活中进行穿着（比如穿在长裤或短裤中，前者较多），并且这也推动了大众对于连裤袜刻板印象的逐渐改变。

## 圖片

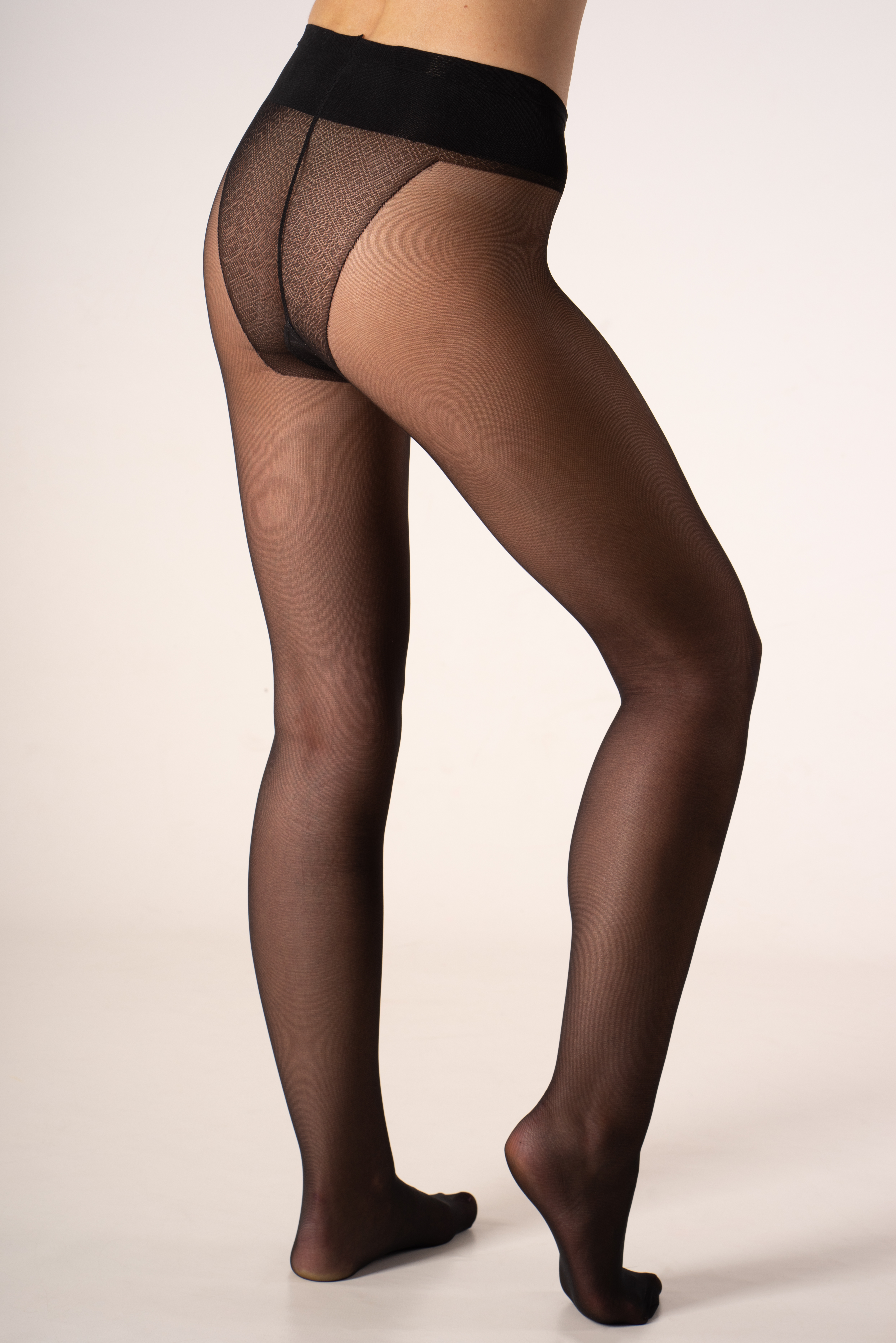
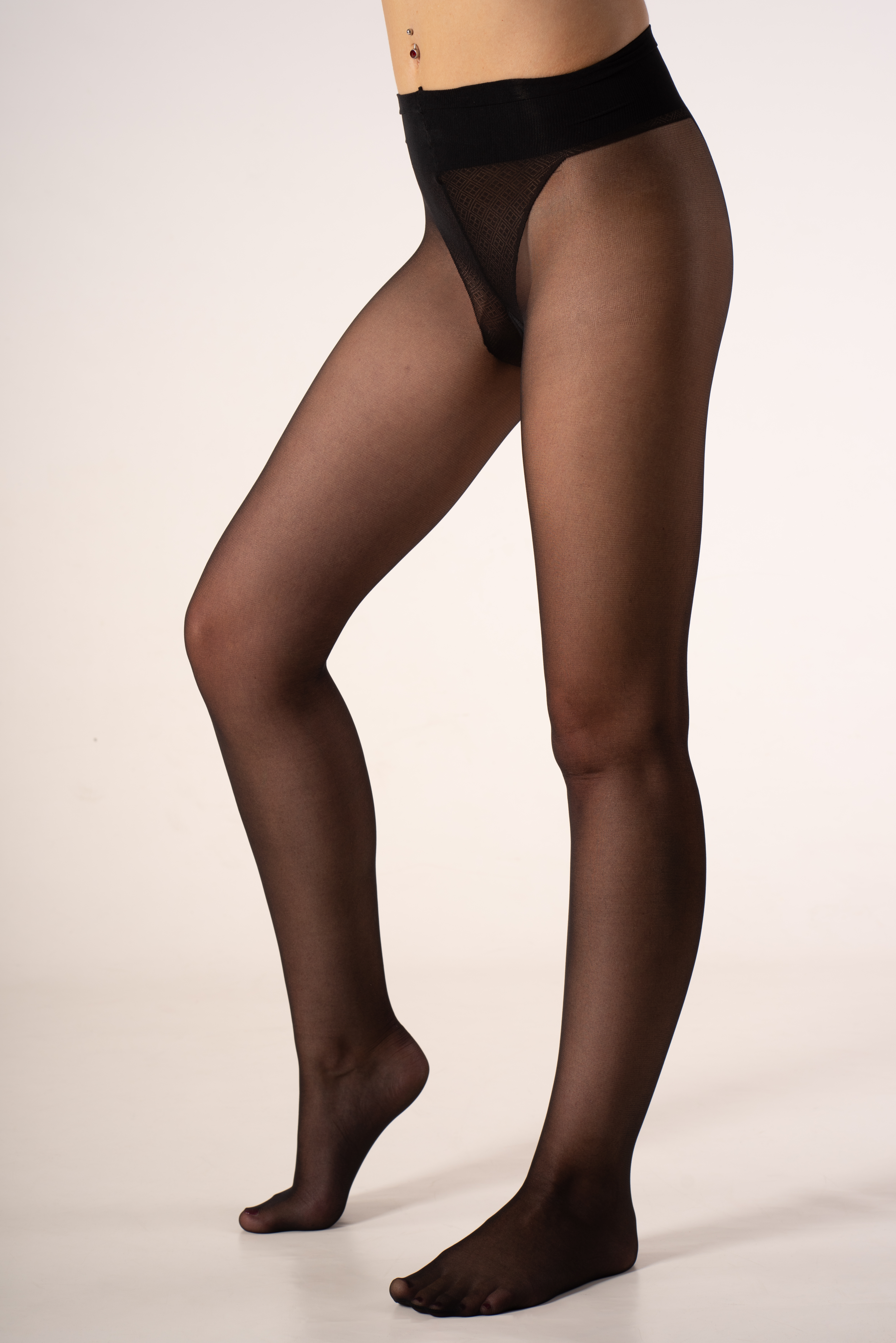
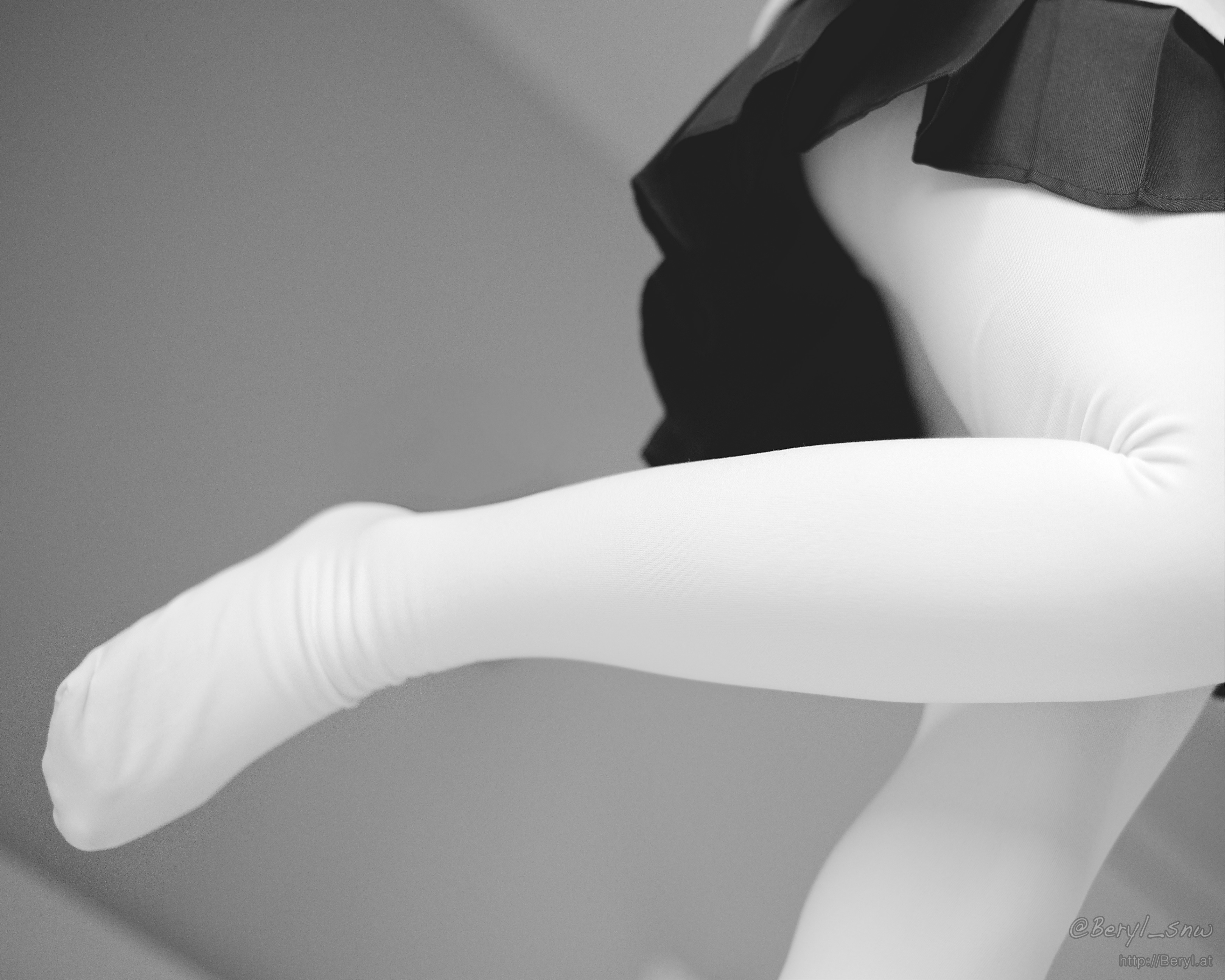
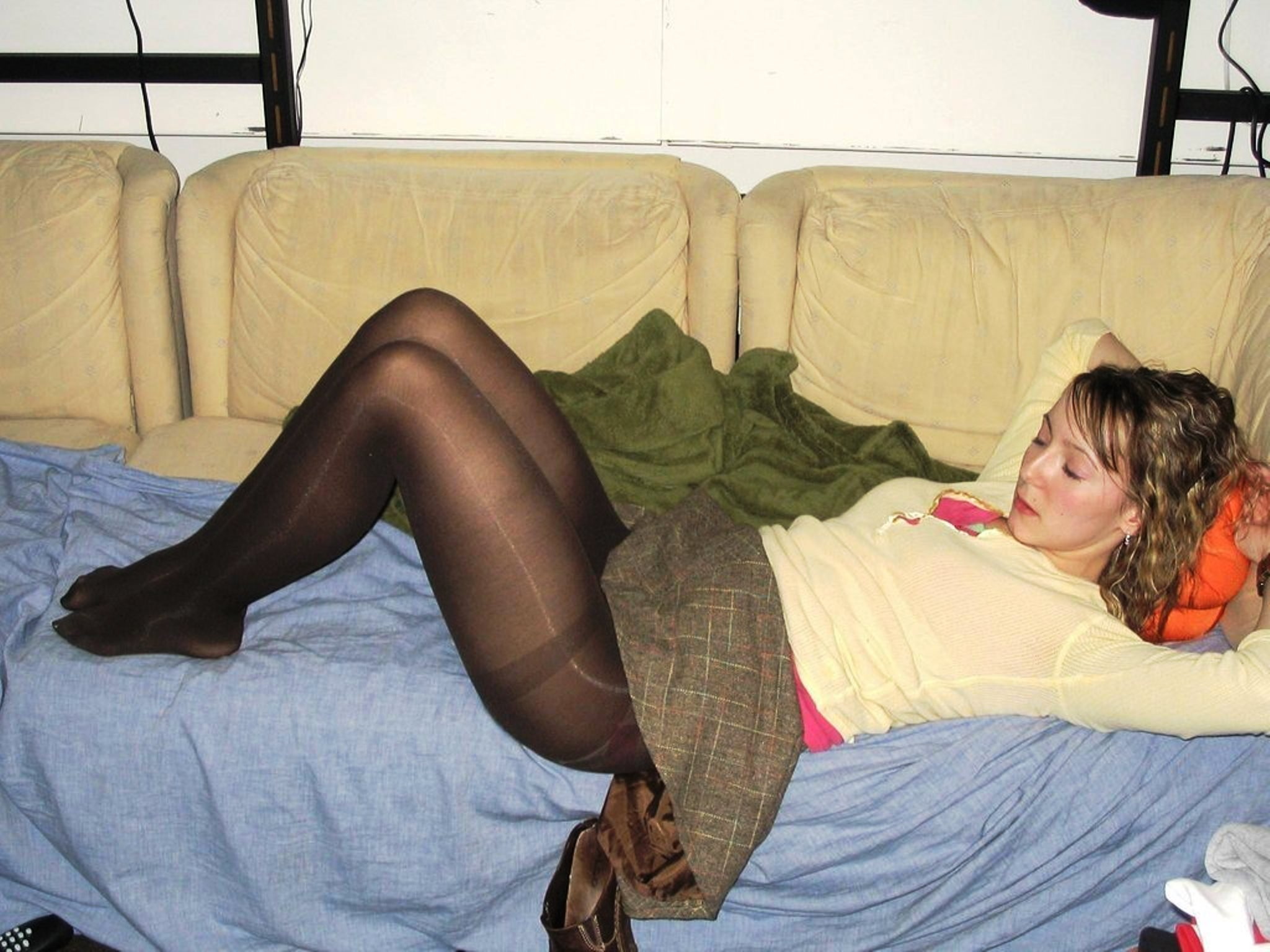
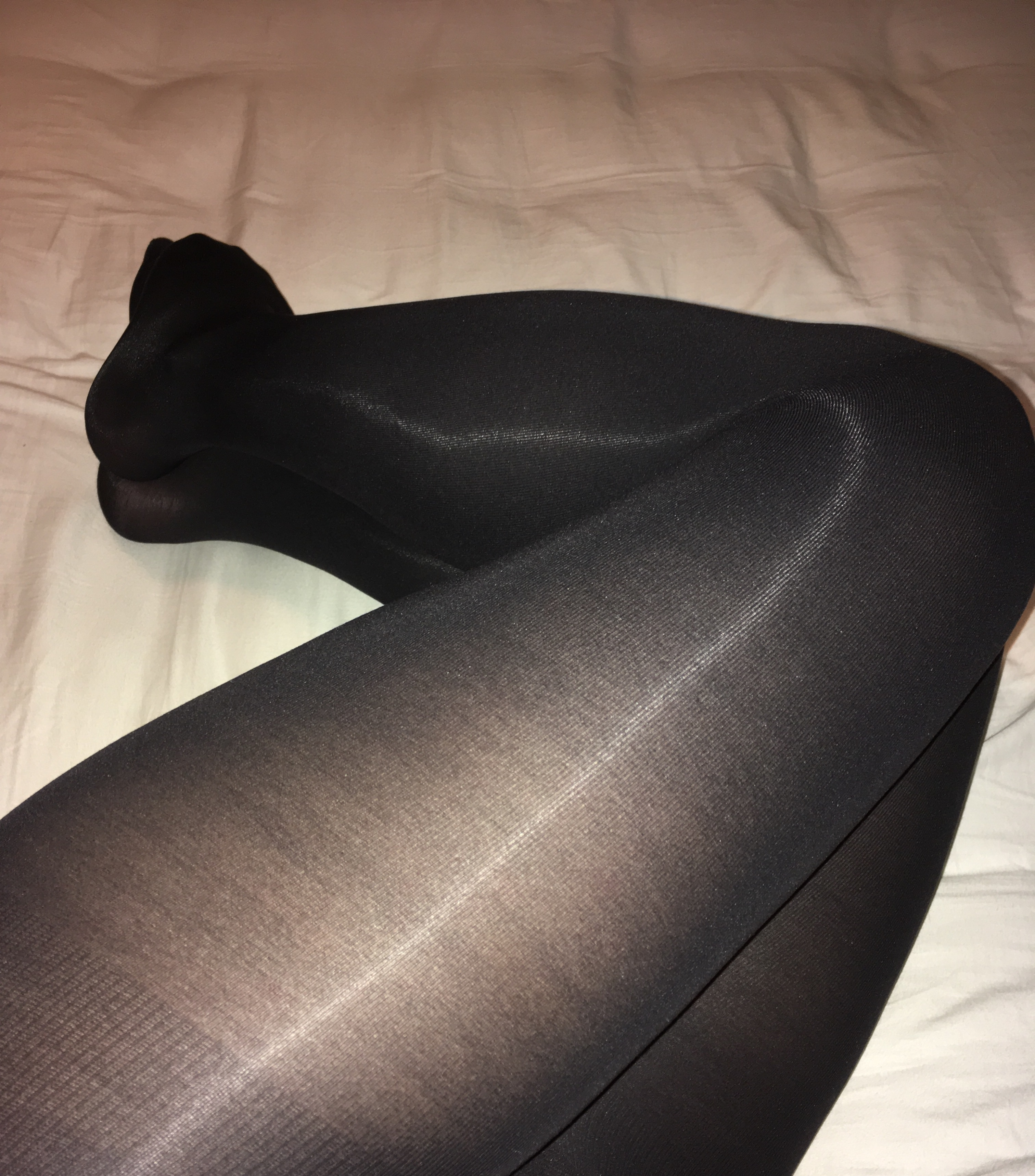
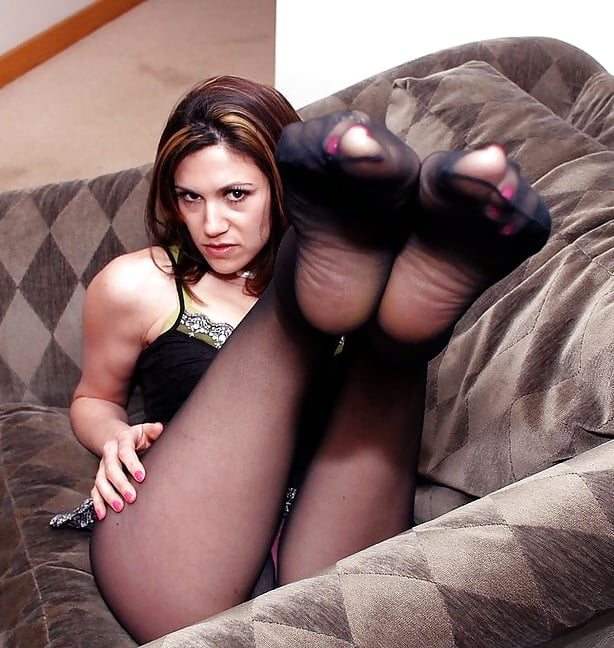
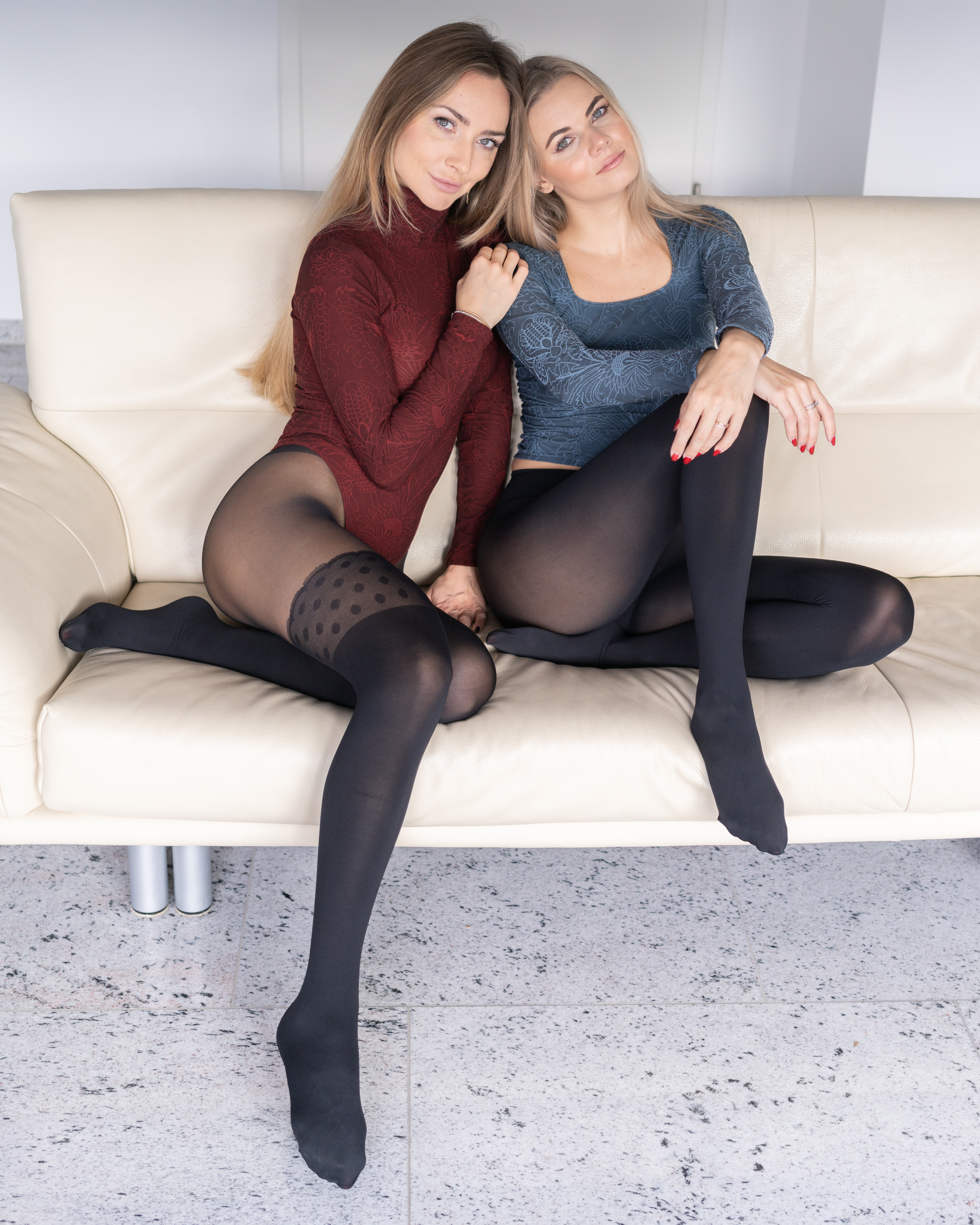
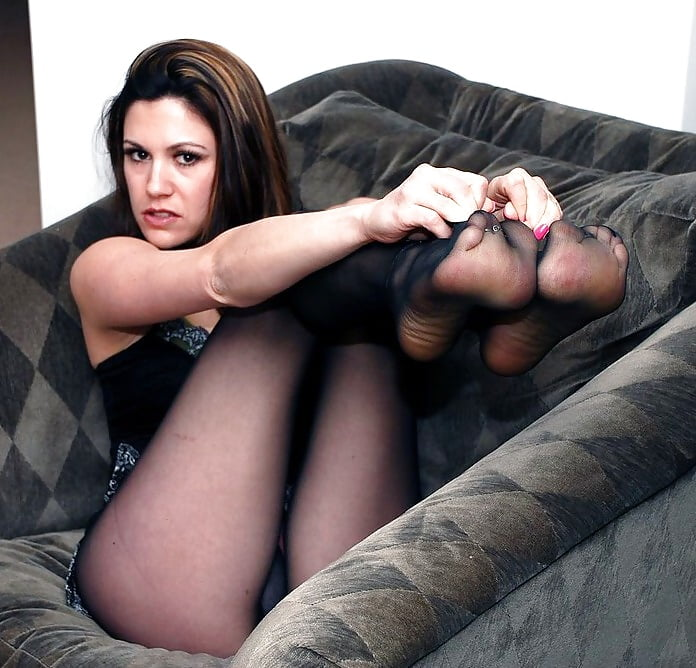
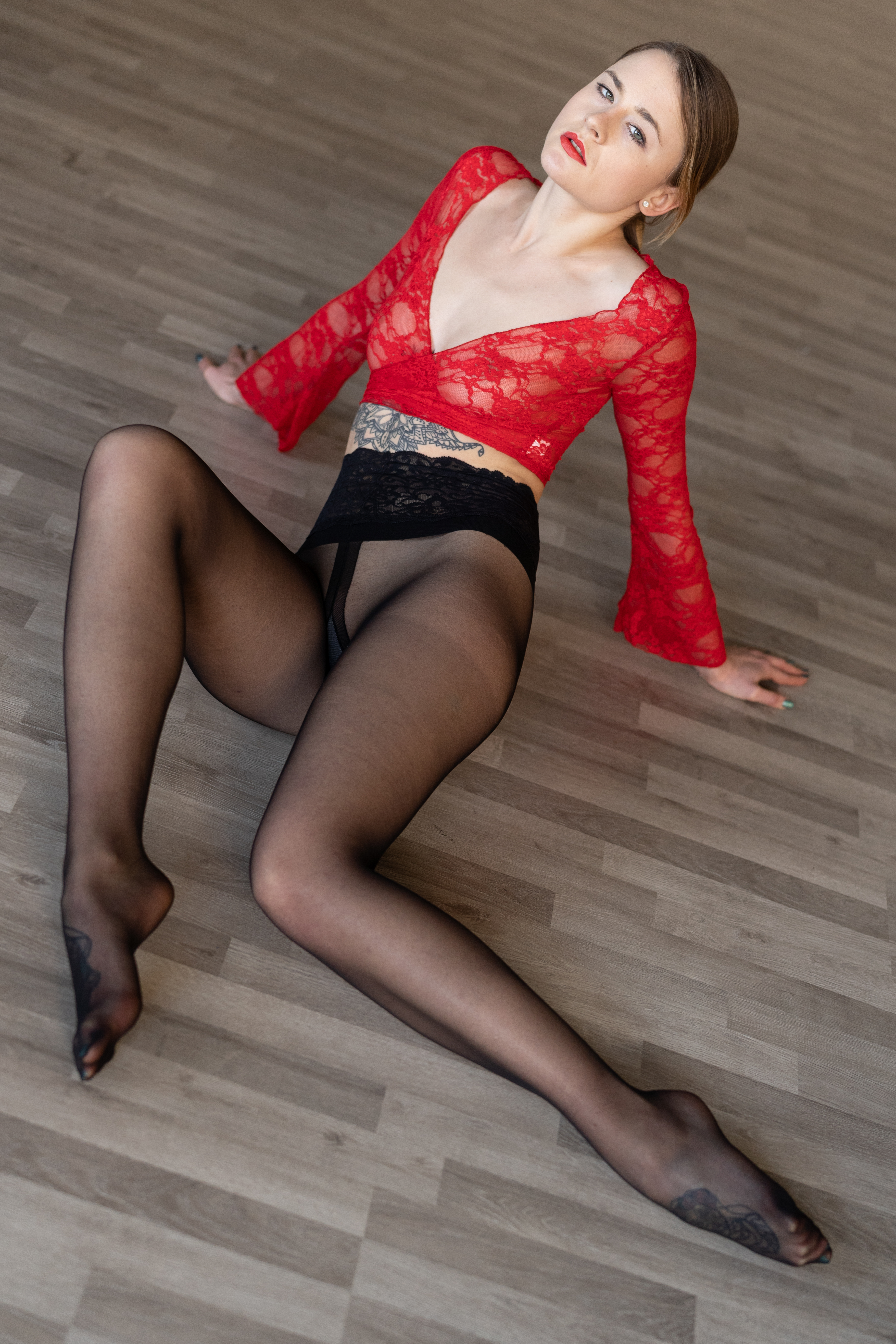
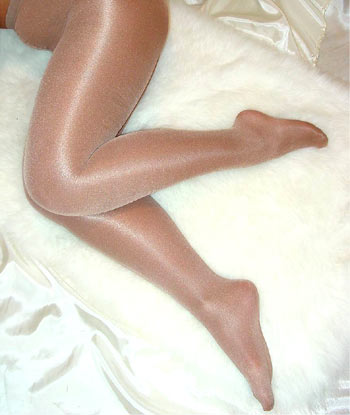
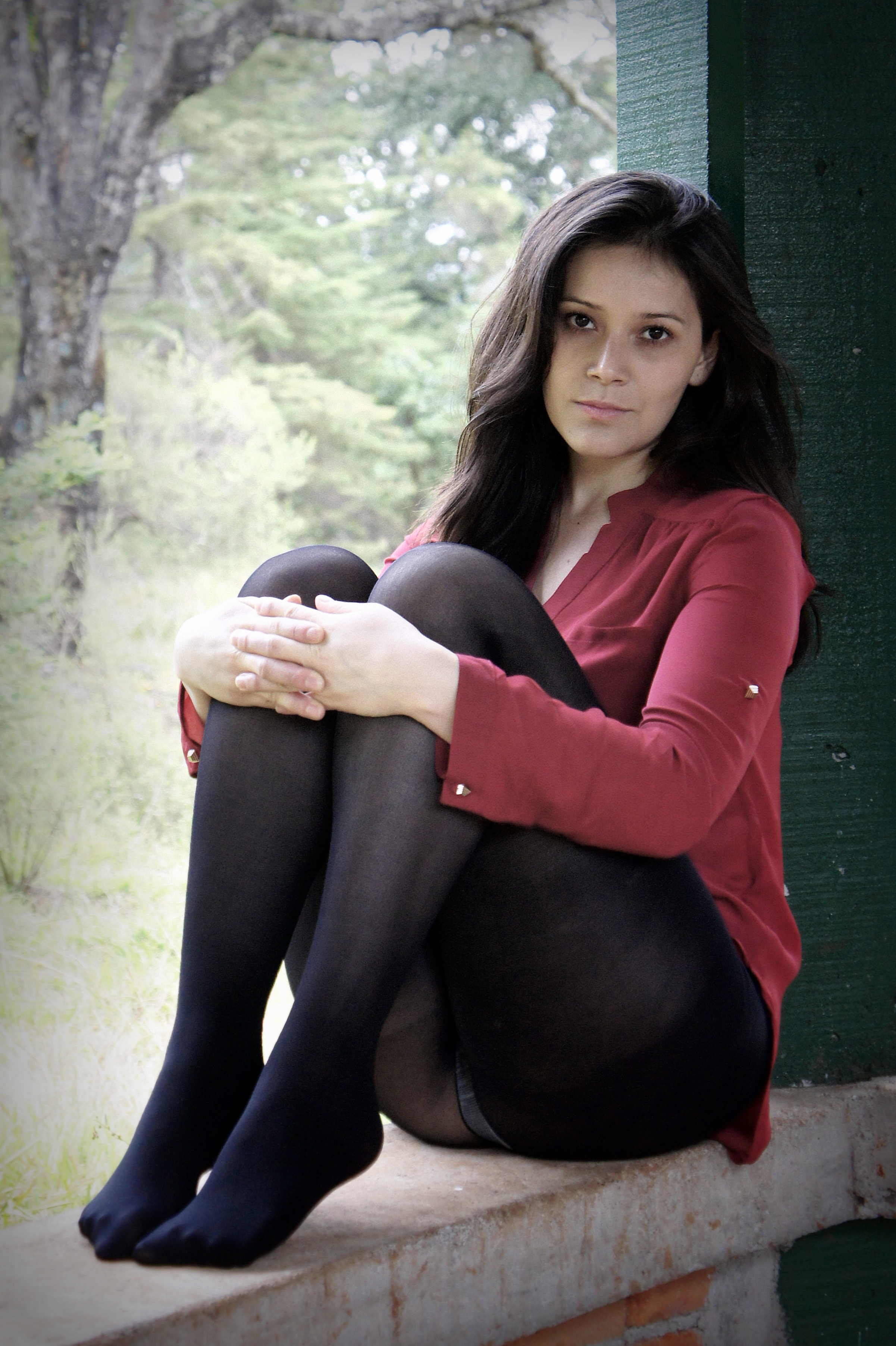
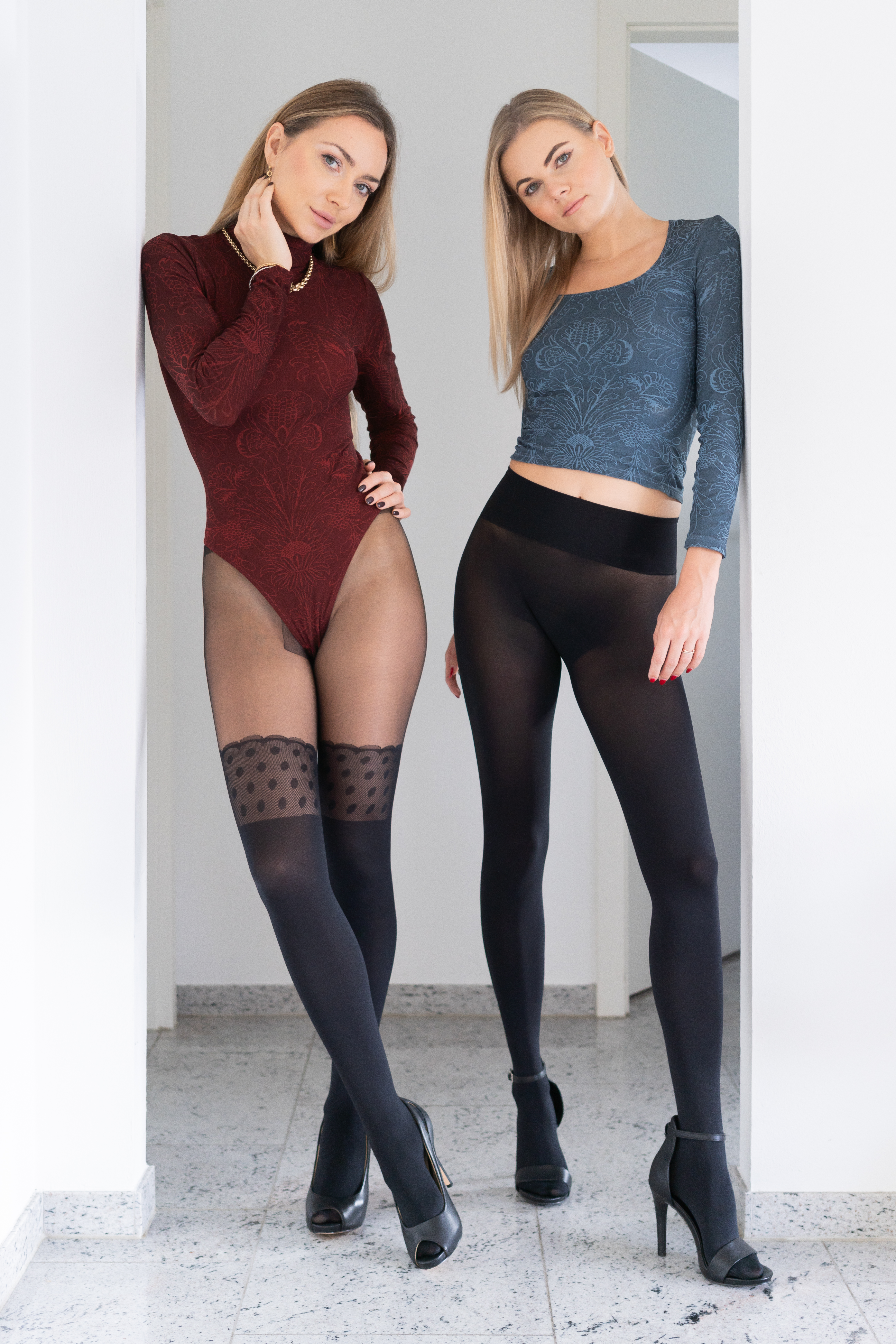
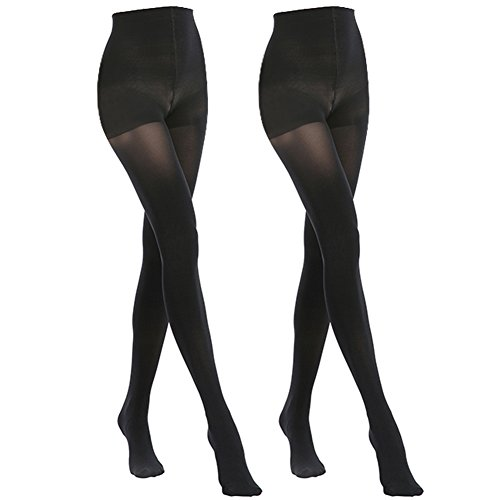

## 相關
- 絲襪
- 戀褲襪
- 內搭褲

## 脚注
1. ↑  女学生穿著连裤袜的地方，大部分是在西方国家或地区的学校以及世界各国的国际学校。而在亚洲地区的中学或小学则一般很少见。例如英格兰地区，加拿大，俄罗斯等地。但在亚洲地区一般少见，例如日本，台湾地区，中国大陆（大部分为小学）等地